# Пономарёв, Иван Николаевич
Ива́н Никола́евич Пономарёв (18 (30) апреля 1844 — 20 января (2 февраля) 1904, Тверская губерния) — русский писатель
, прозаик и мемуарист, издатель.

## Биография
Родился 18 (30) апреля 1844 года, предположительно, в селе Кой Кашинского уезда Тверской губернии. Отец — Николай Иванович Пономарёв (ум. 1860) — статский советник, камер-юнкер. Мать — Надежда Антоновна Пономарёва (в девичестве — Фёдорова) (ум. 1854) — дочь генерал-майора. Кроме Ивана в семье были и другие дети: Александра (ум. 1890), вышла замуж за коллежского советника Василия Фёдоровича (Вильгельма-Отто) фон дер Остен-Дризена и в 1868 году родившая сына Николая; Александр (1839—1893) — гвардии поручик, владелец села Кой.
Начальное образование получил в частном учебном заведении. В 1860 году поступил юнкером в 13-й лейб-гвардейский Драгунский Военного ордена полк. В 1862 году окончил Николаевское училище гвардейских юнкеров и был зачислен в Литовский лейб-гвардии полк, с которым принял участие в подавлении Польского восстания в Волынской губернии и в Царстве Польском; за отличие был досрочно возведён в поручики и награждён медалями.
С 1864 года — военный начальник в Млавском уезде Плоцкой губернии, где осуществлял военно-полицейский надзор за местным населением. Об этом периоде жизни Иван Николаевич впоследствии написал в ряде художественных сочинений-мемуаров, наполненных авторским вымыслом и опубликованных в журнале «Родина»: «Из воспоминаний кавалерийского офицера» (1884), «Эпизод истории польского восстания» (1886), «Из записок военного начальника» (1886), «Из далёкого прошлого. Герой Червонного бора» (1888), «Воспоминания о польском мятеже 1863 г.» (1897).
В 1865 году поступил на службу в Лейб-гвардии Гусарский Его Величества полк, а в 1867 году вышел в отставку.
С 1867 по 1871 год занимал должность пристава в городе Новогеоргиевске Херсонской губернии. С 1878 по 1879 год служил полицмейстером в Житомире. С 1879 по 1881 год был исправником в Волынской губернии: сначала — в Староконстантинове, а потом в Луцке. Затем переехал в Кашин, где был избран предводителем дворянства и почётным мировым судьёй.
В 1883 году ушёл навсегда с государственной службы и поселился в Санкт-Петербурге. Купил у Макшеева газету «Эхо», которую издавал очень недолго под редакторством Старчевского. В 1884 году купил у Траншеля иллюстрированный журнал «Родина» и два года был её издателем-редактором. Из-за неумелого управления уступил права издания А. А. Каспари, но продолжал работать в журнале в качестве редактора. В это время начал писать романы для журнала «Луч».
В 1894 году переехал в родовое имение в село Кой, где умер 20 января (2 февраля) 1904 года и был похоронен.
Многочисленный авантюрно-приключенческие и уголовные романы Пономарёва издавались в приложении к журналу «Родина»: «Жертвы адвоката», «Атаман-мститель», «Тайны болгарского двора», «Миллионер-преступник», «По кровавым следам», «Защитник угнетённых»; и в приложении к журналу «Луч»: «Еврейская баронесса», «Живой товар».